# Le Gambit du renard
Le Gambit du renard (titre original : Ninefox Gambit) est un roman de science-fiction de l'écrivain américain Yoon Ha Lee, publié en 2016 puis traduit en français et publié en 2018. Il s'agit du premier roman de l'auteur et le premier d'une trilogie intitulée Les Machineries de l'Empire, qui se déroule dans son univers Hexarcat.
Le Gambit du renard a remporté le prix Locus du meilleur premier roman 2017.

## Résumé
Le capitaine Kel Cheris tombe en disgrâce après avoir utilisé des armes non conventionnelles lors de sa dernière affectation. A sa grande surprise, elle est promue général à titre temporaire par le commandement Kel qui lui confie une mission d'une importance vitale pour l'Hexarcat, le système politique des six factions : mater une hérésie en cours dans la Forteresse des Aiguilles Diffuses. Seulement cette promotion est assortie d'une terrible condition : ancrer en elle l'esprit du général Shuos Jedao, ancien traître et fou sanguinaire mort depuis des siècles, mais stratège de génie qui n'a jamais perdu une bataille. Que cachent les six factions à Kel Cheris ? Que sait exactement Jedao et, surtout, qui fut-il réellement ?

## Éditions
- Ninefox Gambit, Solaris Books (en), 14 juin 2016, 317 p.  (ISBN 978-1-78108-449-6)
- Le Gambit du renard, Denoël, coll. « Lunes d'encre », 1er novembre 2018, trad. Sébastien Raizer, 368 p.  (ISBN 978-2-207-14156-4)
- Le Gambit du renard, Gallimard, coll. « Folio SF » no 649, 3 janvier 2020, trad. Sébastien Raizer, 480 p.  (ISBN 978-2-07-287681-3)

## La trilogie
1. Le Gambit du renard, Denoël, coll. « Lunes d'encre », 2018 (Ninefox Gambit, Solaris Books, 2016), trad. Sébastien Raizer, 384 p. (ISBN 978-2-207-14156-4)
2. Le Stratagème du corbeau, Denoël, coll. « Lunes d'encre », 2020 (Raven Stratagem, Solaris Books, 2017), trad. Sébastien Raizer, 416 p. (ISBN 978-2-207-14413-8)
3. Revenant Gun, Solaris Books, 2018